# 보라중학교
보라중학교(甫羅中學校)는 대한민국 경기도 용인시 기흥구 보라동에 있는 공립 중학교이다.

## 학교 연혁
- 2006년 4월 1일 : 보라중학교 신축교사 착공
- 2007년 1월 8일 : 보라중학교 36학급 설립인가
- 2007년 3월 1일 : 초대 이경남 교장 취임
- 2007년 3월 2일 : 제1회 입학식(입학생 148명)
- 2007년 5월 28일 : 보라중학교 개교식
- 2008년 2월 15일 : 제1회 졸업식(졸업생 28명)
- 2022년 3월 1일 : 제6대 서미향 교장 취임
- 2024년 1월 5일 : 제17회 졸업식(358명, 총 5,368명)
- 2024년 3월 4일 : 제18회 입학식(318명)

## 참고 자료
- 보라중학교 - 한국교육학술정보원 학교알리미